# Doryopteris tryonii
Doryopteris tryonii là một loài dương xỉ trong họ Pteridaceae. Loài này được O. Deg. & I. Deg. mô tả khoa học đầu tiên.